# Liste des partis politiques au Bénin
Cette page présente les partis politique du Bénin, actuels et disparus.

## Cadre général
Selon la charte des partis politiques entrée en vigueur le 21 février 2003, tout parti politique doit respecter un certain nombre de critères parmi lesquels :
- présenter des candidats aux élections locales et nationales (« un parti politique perd son statut juridique s’il ne présente pas, seul ou en alliance, de candidats à deux élections législatives consécutives »).
- avoir un nombre de membres fondateurs d’au moins trois par région administrative, soit 120 au total.
- promouvoir et défendre des projets de société et des programmes politiques dans le cadre de la Constitution béninoise du 11 décembre 1990.
- Dans leur vocation de conquérir le pouvoir d'État ou de participer à la représentation du peuple au niveau local et national, les partis politiques doivent concourir à la formation de la volonté politique et à l'expression du suffrage universel par des moyens démocratiques et pacifiques.

Les partis politiques régulièrement inscrits et ayant au moins un député bénéficient d’une aide financière de l’État.
Des discussions ont conduit à l'adoption d'une nouvelle charte des partis politiques.
Les députés se sont retrouvés dans l’après-midi du jeudi 7 novembre 2019 pour examiner la proposition de loi modifiant et complétant la loi n°2018-23 du 17 septembre 2018 portant Charte des partis politiques en République du Bénin. À l’issue des travaux, ils ont voté à l’unanimité la nouvelle loi.
Les partis politiques sont désormais régis par une nouvelle loi au Bénin. En plénière jeudi 7 novembre 2019, ils ont adopté la loi n°2019-41 modifiant et complétant celle n°2018-23 du 17 septembre 2018.
Ainsi, lors des élections communales de mai 2020, seuls cinq partis politiques sur les treize ayant désormais une existence légale ont pu participer. Et lors des élections législatives de 2023, ce sont sept partis, dont trois ont obtenu des députés.

## Liste des partis

### Partis actuellement représentés au Parlement
- Union progressiste pour le renouveau (UPR, anciennement Union progressiste), fondé en 2018, 53 députés.
- Bloc républicain (BR), fondé en 2018, 28 députés.
- Les Démocrates, fondé en 2019, 28 députés.

### Autres partis
- Parti communiste du Bénin (PCB), fondé en 1977 ;
- Parti social-démocrate, fondé en 1990 ;
- Renaissance du Bénin (RB), fondé en 1992 ;
- Les Verts du Bénin, fondé dans les années 1990 ;
- Union pour le Bénin du futur, fondé en 2003 ;
- Union pour une vie nouvelle, fondé en 2005 ;
- Forces Cauris pour un Bénin émergent (FCBE), fondé en 2003, 396 conseillers municipaux aux élections de 2020 ;
- Union démocratique pour un Bénin nouveau (UDBN, anciennement Union pour le développement d'un Bénin nouveau), fondé en 2010 ;
- Union fait la Nation (UN), coalition de partis fondée en 2011 ;
- Réso Atao, fondé en 2013 ;
- Force cauris pour le développement du Bénin (FCDB), fondé en 2018, dirigé par Soumanou Toléba ;
- Dynamique Unitaire pour la démocratie et le développement (DUD), fondé en 2018, dirigé par Valentin Aditi Houdé ;
- Alliance pour une dynamique démocratique (ADD) ;
- Alliance Renaissance du Bénin-Réveil Patriotique (RB-RP) ;
- Alliance des forces du progrès ;
- Alliance du renouveau (AR) ;
- Alliance des Forces Républicaines (ALFOR) ;
- Coalition pour un Bénin émergent (CBE) ;
- Convention patriotique des Forces de gauche (CPFG) ;
- Force Espoir ;
- GSR, dirigé par Guédou Misségbètogbé ;
- Mouvement des élites engagées pour l’émancipation du Bénin (Moele-Bénin), dirigé par Jacques Ayadji, 2,29% aux élections législatives de 2023 ;
- Mouvement populaire de libération (MPL), 1,28% aux élections législatives de 2023 ;
- Mouvement pour la Prospérité Solidaire (MPS) ;
- Parti la flamme renouvelée, dirigé par Gabriel Ajavon ;
- Restaurer l'espoir (RE), dirigé par Candide Azannaï ;
- Union nationale pour la démocratie et le progrès ;
- Union pour la relève (UPR) ;
- Union du Bénin (UB) ;
- Union Sociale Libérale (USL), dirigé par Sébastien Ajavon.

## Anciens partis
- Bloc populaire africain (BPA), 1946-1955.
- Union progressiste dahoméenne, 1946-1955.
- Groupement ethnique du Nord, 1951-1957.
- Union démocratique dahoméenne, 1955-1961.
- Défense des intérêts économiques, 1956-57.
- Rassemblement démocratique dahoméen, 1957-1965.
- Parti dahoméen de l'unité, 1960-1963.
- Parti démocratique dahoméen (PDD), 1963-1965.
- Alliance démocratique dahoméenne, fondé en 1965 à la suite de la dissolution du PDD.
- Parti de la révolution populaire du Bénin, 1975-1990.
- Parti du renouveau démocratique (PRD), 1990-2022, a fusionné dans l'Union progressiste.
- Front d'action pour le renouveau et le développement, 1994-2006.
- Mouvement pour une alternative du peuple, 2006.
- Force Clé (FC), 2007-2011.
- Parti pour la démocratie et le progrès social (PDPS), 2007-2015.
- Parti pour l'Engagement et la Relève (PER), a fusionné en 2022 dans l'Union progressiste.